# مارک روکا
مارک روکا (اسپانیایی: Marc Roca‎؛ زادهٔ ۲۶ نوامبر ۱۹۹۶) بازیکن فوتبال اهل اسپانیا است که در پست هافبک برای لیدز یونایتد بازی می‌کند.
از باشگاه‌هایی که در آن بازی کرده‌است می‌توان به اسپانیول و بایرن مونیخ اشاره کرد.
وی همچنین در تیم‌های ملی فوتبال زیر ۲۱ سال اسپانیا و کاتالونیا بازی کرده‌است.